# Anabarilius andersoni
Anabarilius andersoni är en fiskart som först beskrevs av Regan, 1904.  Anabarilius andersoni ingår i släktet Anabarilius och familjen karpfiskar. IUCN kategoriserar arten globalt som akut hotad. Inga underarter finns listade i Catalogue of Life.